# Anne Bourchier, VII baronesa Bourchier
Anne Bourchier (1517 – 28 de enero de 1571), VII baronesa Bourchier por derecho propio, y brevemente baronesa Parr de Kendal. Fue la primera esposa de William Parr, I marqués de Northampton, quien fuera hermano de la reina Catalina Parr y por tanto cuñado de Enrique VIII de Inglaterra.
En 1541, creó un escándalo tras escapar con su amante, John Lyngdield, prior de la Iglesia de St. James en Tanbridfe, Surrey, con quien tuvo amplia descendencia. En 1543, el Parlamento concedió a Lord Parr el repudio de su esposa.

## Familia
Lady Anne Bourchier nació en 1517, como única hija de Henry Bourchier, II conde de Essex, VI barón Bourchier, vizconde Bourchier, III conde de Edu, y de Mary Say, dama de compañía de la reina Catalina de Aragón. Sus abuelos paternos fueron Sir William Bourchier, vizconde Bourchier y Lady Ana Woodville, hermana menor de la reina Isabel Woodville; sus abuelos maternos fueron Sir William Say y Elizabeth Fray. Anne estaba emparentada con tres esposas de Enrique VIII: Ana Bolena, Juana Seymour y Catalina Howard, al ser todas bisnietas de Elizabeth Cheney.
Como única hija del último conde de Essex Bourchier, así como la heredera contingente de la condesa de Oxford, Ana era una de las herederas más pudientes de Inglaterra. La fortuna Bourchier provenía del matrimonio en el siglo XIV entre William Bourchier y Eleanor de Lovayne (27 de marzo de 1345 - 5 de octubre de 1397).

## Matrimonio y herencia

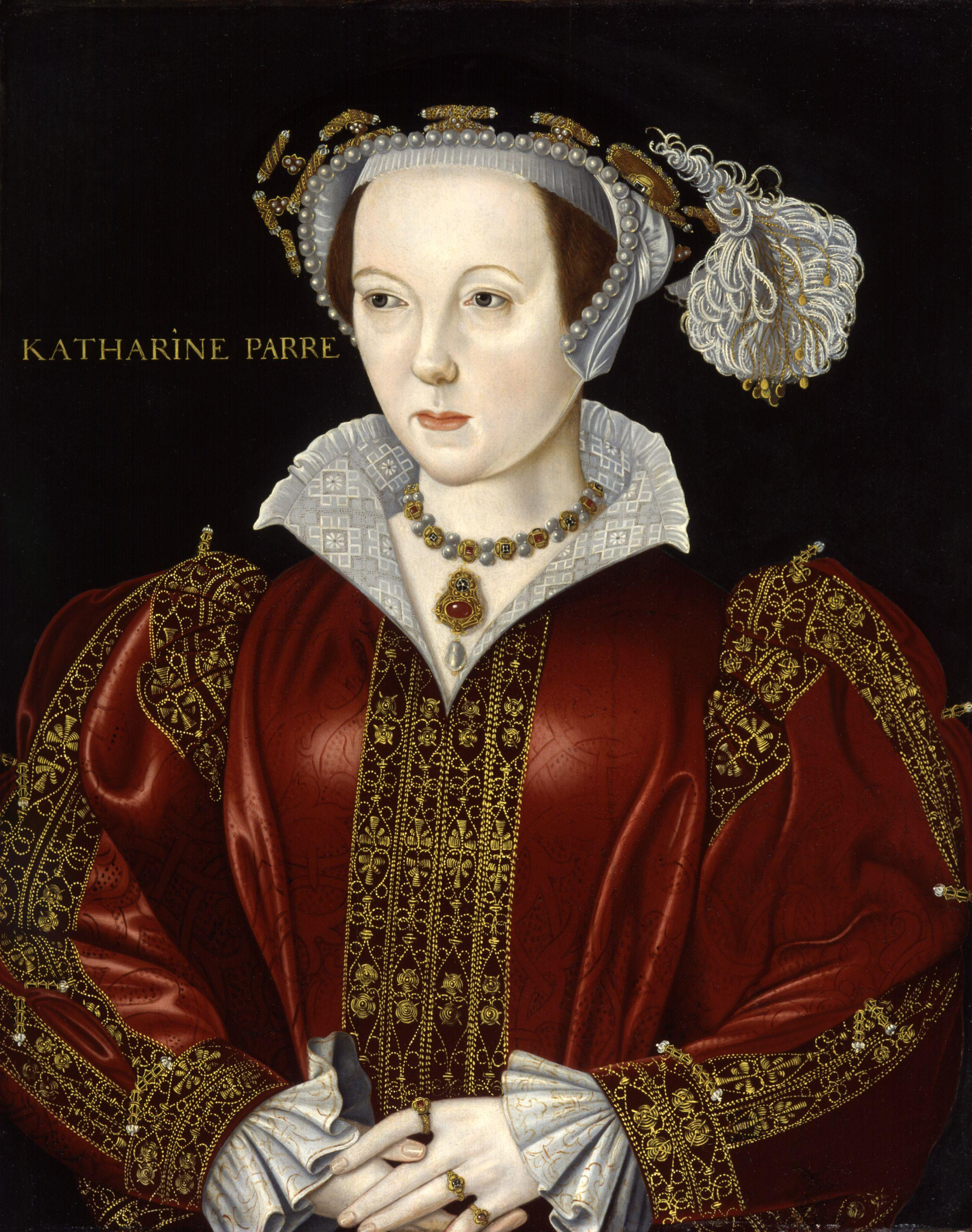
A portrait of Catherine Parr (1512–1548), sixth and last wife of Henry VIII of England by William Scrots

El 9 de febrero de 1527, con diez años, Anne se casó con Sir William Parr, único hijo de Sir Thomas Parr, sheriff de Northamptonshire, y de Maud Green, ambiciosa artífice del diligente matrimonio. Tras la muerte accidental de Lord Essex el 13 de marzo de 1540, la mayor parte de títulos de este se perdió por falta de descendencia masculina, aunque Anne pudo sucederle como VII baronesa de Bourchier y Lady Lovayne. En 1539, fue nombrado I barón Parr de Kendal.

## Adulterio

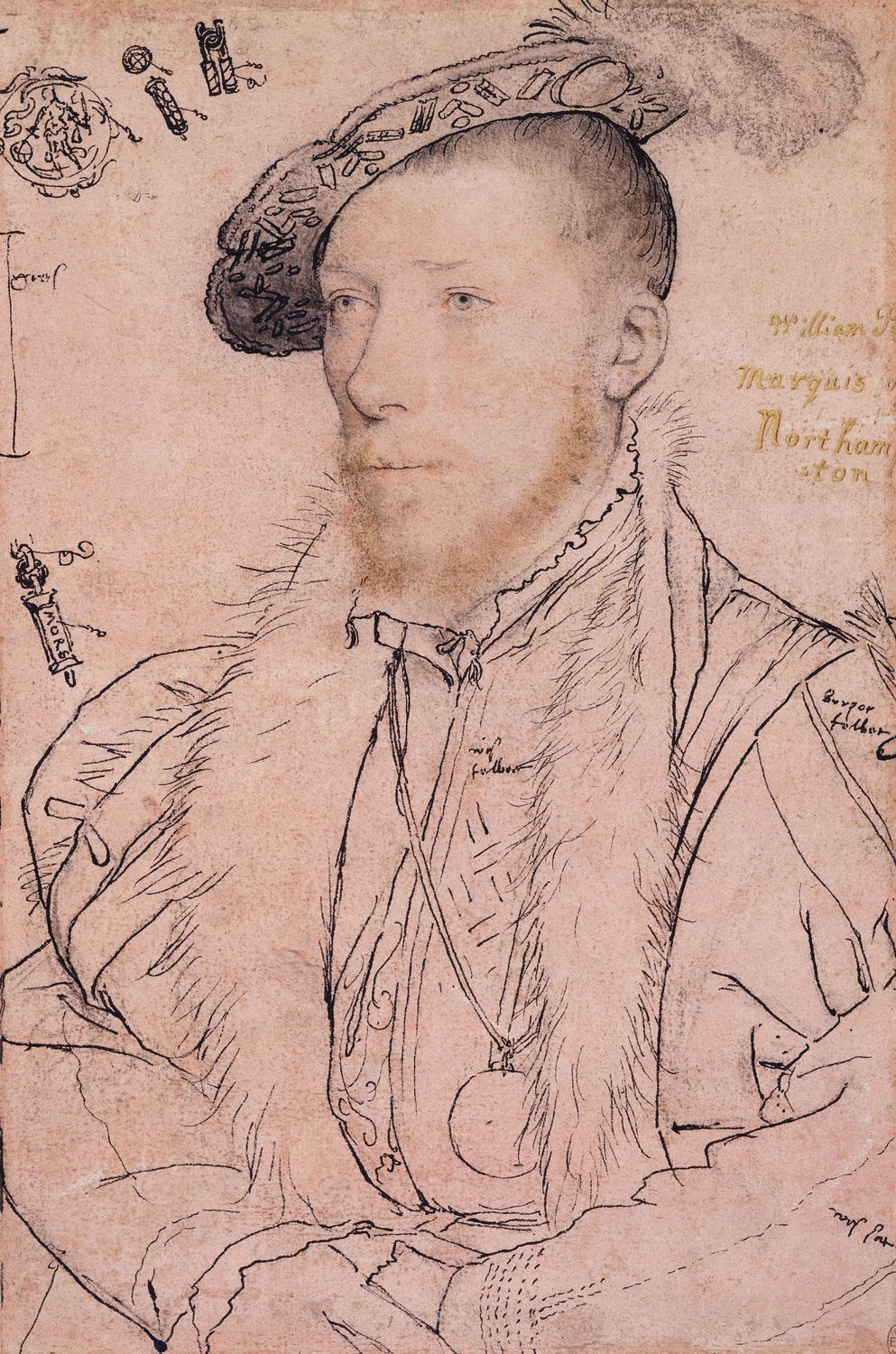
William Parr, I marqués de Northampton, marido de la baronesa Bourchier

Anne y Parr fueron muy infelices durante su matrimonio, ni siquiera vivieron juntos durante los primeros doce años del matrimonio. La educación de Anne se describe como pobre; prefería la tranquilidad a la tumultuosa corte de Enrique VIII, por lo que no se registra su presencia allí hasta un banquete celebrado el 22 de noviembre de 1539, cuando ya tenía veintidós años.

En 1541,  estalló el escándalo cuando Anne escapó con su amante John Lyngfield, prior de la iglesia de St. James en Tambridge, Surrey, con quien había engendrado descendencia. También era conocido como John Hunt o Huntley. El nacimiento del primer hijo de Anne animó a Parr a actuar contra ella, para protegerse y evitar que ese vástago tuviera ningún derecho sobre su herencia. En enero de 1543, el Parlamento reconoció el adulterio de Anne, ya de dos años, y la ilegitimidad de toda la descendencia que esta tuviera.
En 1541, después de que Anne dejase al barón, este mantuvo una relación con Dorothy Bray, dama de honor de la reina Catalina Howard.

La hermana de Parr, Catalina, usó su influencia en marzo de 1543 para ayudarle, de modo que el 17 de abril de 1543 un acta del Parlamento repudió a Ana y su hijo declarado bastardo, asegurando una vez más que no tuviera ningún derecho sobre la herencia. Por este tiempo, Catalina estaba siendo cortejada por Enrique VIII. Anne pasó sus últimos años viviendo exilida en la mansión de Little Wakering, Essex; en un estado mucho inferior al que solía vivir.
En ese mismo año, 1543, Parr empezó a cortejar a Elizabeth Brooke, sobrina de Dorothy Bray, así como antigua dama de honor de Ana de Cleves y Catalina Howard. El 23 de diciembre de 1543, fue nombrado conde de Essex, título que había pertenecido al padre de Anne. El 31 de marzo de 1552, el Parlmento declaró nulo el matrimonio entre Parr y Bourchier.

## Últimos años
Trtas el ascenso de María I, Parr fue arrestado en la Torre de Londres por colaborar con John Dudley, I duque de Northumberland, en el complot fallido para coronar a Juana Grey. Tras ser sentenciado a muerte el 18 de agosto de 1553, Anne acudió a la corte para intervenir a favor de su marido y así mantener sus estados; Parr fue liberado y la nulidad fue revocada el 24 de marzo de 1554. En diciembre de ese mismo año, una nueva nulidad concedió a Anne cien libras anuales, a las que se sumaron otras cuatrocientos cincuenta dos años después. Anne permaneció en la corte hasta el ascenso de Isabel I de Inglaterra, quien reinstauró todos los honores de Parr y le hizo miembro del consejo privado, por lo que era poco probable que benfeciase a Anne tras su historia de adulterio.
Tuvo una amplia descendencia, todos declarados bastardos, aunque solo su hija Mary parece haber llegado a la edad adulta. Mary se casó con Thomas York, quien le dio hijos, pero permanecieron en la oscuridad toda su vida. La escritora Charlotte Merton sugirió que katherine Nott, miembro de la casa de Isabel I entre 577 y 1578, también habría sido hija de Anne.
Sir Robert Rochester y Sir Edward Waldegrave mantuvieron Benington Park, en Hertfordshire, como feudo del que Anne pudiera hacer uso; aunque tras la muerte de Rochester, Waldergrave se lo concedió a Sir John Butler. Anne presentó una reclamación escuchada por la Chanchillería. Ella ganó el caso, pero Burtler pidió seguir usando Benington Park como suyo. Butler no debió tener éxito, ya que Anne se retiró a Benington Park tras el ascenso de la reina Isabel en noviembre de 1558.

### Muerte
Anne Bourchier murió el 28 de enero de 1571 en Benington. Es mismo año murió Parr, de cuyos dos matrimonios posteriores solo el último se consideró legal al estar ya muerta Anne; a falta de hijos, su herencia pasó a sus primos. Del mismo modo que a la muerte de Anne la baronía de Bourchier fue heredada por Walter Devereux, I conde de Essex.